# Eleonora Marie Karolína z Lichtenštejna
Eleonora Marie Karolína z Lichtenštejna (německy Maria Eleonore Karolina von und zu Liechtenstein, asi 1703 – 18. července 1757) byla lichtenštejnská princezna a manželka nizozemského místodržitele a nejvyššího českého kancléře Bedřicha Augusta hraběte z Harrachu-Rohrau a Thannhausenu.

## Život

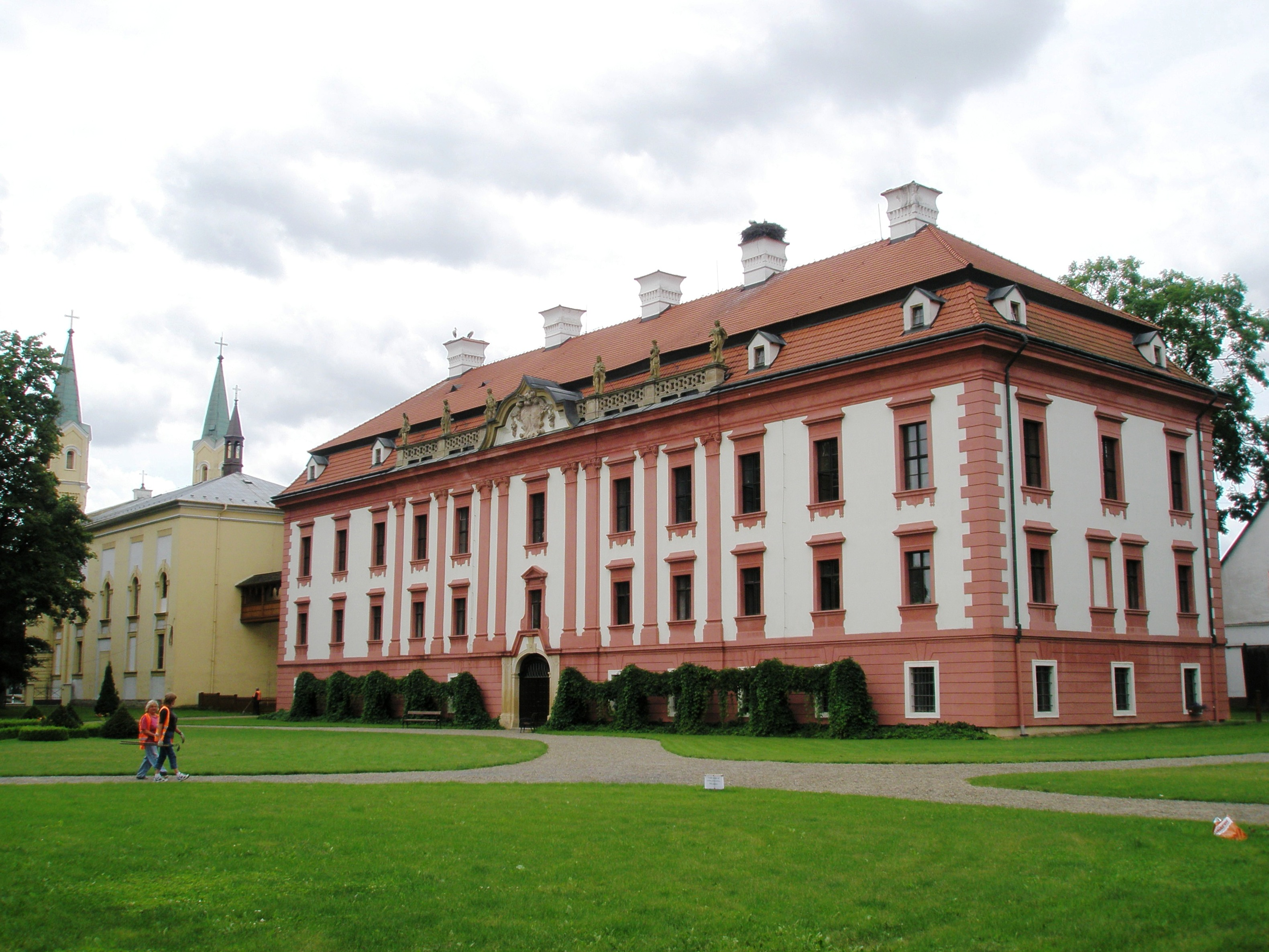
Kunínský zámeček

Narodila se z manželství knížete Antonína Floriána z Lichtenštejna s Eleonorou Barborou z Thun-Hohenštejna. Měla jedenáct sourozenců, z nichž se dospělosti dožili Josef Jan Adam (1690–1732) kníže z Lichtenštejna, Antonie z Lamberka (1683–1715), Marie Karolína, provdaná ze Salm-Reifferscheidtu (1694–1735) a Anna Marie z Lichtenštejna (1699–1753), Josefa Karolína, provdaná z Clary-Aldringenu (1777–1828).
5. února 1719 se provdala za Bedřicha Augusta z Harrachu, se kterým měla šestnáct dětí. V roce 1723 zakoupili Kunvaldské panství, kde nechali vystavět, dle návrhu architekta Johanna Lucase von Hildebrandt, barokní letní zámeček. Vesnice Kunvald byla po druhé světové válce (1947) přejmenována na Kunín.

## Potomci
- 1. František Antonín (1720–1724)
- 2. Marie Růžena (20. srpna 1721 – 29. srpna 1785), ⚭ 1740 Ferdinand Bonaventura Antonín (11. dubna 1708 – 28. ledna 1778), hrabě z Harrachu na Rohrau a Thannhausenu
- 3. Jan Josef (18. září 1722 – 8. prosince 1746), svobodný a bezdětný
- 4. Arnošt Kvido z Harrachu (8. září 1723 – 23. března 1783)
  - ⚭ 1754 Marie Josefa z Ditrichštejnová-Proskova (2. listopadu 1736 – 21. prosince 1799)
- 5. Marie Anna (2. dubna 1725 – 29. dubna 1780)
  - ⚭ 1745 Mikuláš Šebestián z Lodronu (17. října 1719 – 30. března 1792)
- 6. Anna Viktorie (29. listopadu 1726 – 6. ledna 1746), svobodná a bezdětná
- 7. Marie Josefa (20. listopadu 1727 – 15. února 1788)
  - 1. ⚭ 1744 Jan Nepomuk z Lichtenštejna (8. července 1724 – 22. prosince 1748), kníže z Lichtenštejna
  - 2. ⚭ 1752 Josef Maria Karel z Lobkovic (8. ledna 1725 – 5. března 1802), kníže z Lobkowicz
- 8. Maxmilián Josef (1729–1730)
- 9. Bonaventura Marie (20. března 1731 – 14. února 1794)
- 10. Ignác Ludvík (2. října 1732 – 22. března 1753)
- 11. František Xaver (2. října 1732 – 15. února 1781)
  - ⚭ 1761 hraběnka Marie Rebeka z Hohenembsu (16. dubna 1742 – 19. dubna 1806)
- 12. Jan Leopold (1733–1734)
- 13. Marie Alžběta (1735–1735)
- 14. Ferdinand (4. ledna 1737 – 27. března 1748)
- 15. Jan Nepomuk (1738–1739)
- 16. Marie Kristýna (24. července 1740 – 27. listopadu 1791)